# Partido Socialista Progressista
O Partido Socialista Progressista (em árabe: الحزب التقدمي الاشتراكي, translit. al-Hizb al-Taqadummi al-Ishtiraki) é um partido político libanês. Sua base confessional está na seita drusa e sua base regional está na província do Monte Líbano, especialmente no distrito de Shouf.  Fundado por Kamal Jumblatt em 1949, o partido é liderado por seu filho Walid desde 1977.

## O PSP na Guerra Civil Libanesa (1975-1990)
Sob a liderança de Kamal Jumblatt, o PSP foi um elemento importante no Movimento Nacional Libanês (MNL), que apoiava a identidade árabe do Líbano e simpatizava com os palestinos.  Apesar da relutância inicial de Jumblatt em se engajar no paramilitarismo, ele construiu sua própria ala militar, o Exército Popular de Libertação (EPL), que provou ser um dos mais fortes exércitos privados na Guerra Civil Libanesa de 1975 a 1990. Conquistou grande parte do Monte Líbano e do distrito de Shouf. Seus principais adversários foram a milícia Kataeb e, posteriormente, a milícia das Forças Libanesas (que absorveu o Kataeb). O PSP sofreu um revés em 1977, quando Kamal Jumblatt foi assassinado.

## Os anos do pós-guerra
No período pós-Guerra Civil, Jumblatt era conhecido por trocar alianças e agir como um fazedor de reis em acordos entre facções.  A PSP participou em vários governos, mas, após a alteração do equilíbrio de poderes na região durante a ocupação do Iraque, juntou-se à oposição e assumiu uma posição contrária ao papel da Síria na política do Líbano. Ao contrário de alguns oponentes da presença síria, Jumblatt não se opôs à presença do exército sírio, mas sustentou que os serviços de inteligência sírios estavam exercendo influência indevida. 
Com o início da Guerra civil síria em 2011, Jumblatt e o PSP mostraram claramente seu apoio à oposição síria e urgiram a comunidade drusa síria a se posicionar contra o governo de Assad e se juntar aos rebeldes. 

## Resultados eleitorais
| Data | Cl. | Votos  | %      | Deputados | +/– | Líder          | Líder |
| ---- | --- | ------ | ------ | --------- | --- | -------------- | ----- |
| 1951 |     |        |        | 2 / 77    | 2   | Kamal Jumblatt |       |
| 1960 |     |        |        | 5 / 99    | 3   | Kamal Jumblatt |       |
| 1972 |     |        |        | 8 / 100   | 3   | Kamal Jumblatt |       |
| 2000 | 4.º |        | 4.68%  | 12 / 128  | 3   | Walid Jumblatt |       |
| 2005 | 2.º |        | 12.50% | 16 / 128  | 4   | Walid Jumblatt |       |
| 2009 |     |        |        | 11 / 128  | 5   | Walid Jumblatt |       |
| 2018 | 6.º | 80 894 | 4.60%  | 9 / 128   | 2   | Walid Jumblatt |       |
| 2022 | 5.º | 75 485 | 4.18%  | 8 / 128   | 1   | Walid Jumblatt |       |